# 備前原駅
備前原駅（びぜんはらえき）は、岡山県岡山市北区原にある、西日本旅客鉄道（JR西日本）津山線の駅である。
女子マラソンの有森裕子選手の活躍を紹介する資料館「アニモ・ミュージアム」の最寄り駅。

## 歴史
- 1927年（昭和2年）
  - 4月1日：中国鉄道本線の玉柏駅 - 法界院駅間に、原仮停留場として開業[1]。
  - 10月1日：一旦廃止[1]。
- 1928年（昭和3年）2月20日：再開業[1]。
- 1929年（昭和4年）6月20日：原仮乗降場を格上げする形で原停留場開業[1]。
- 1944年（昭和19年）6月1日：中国鉄道の鉄道部門が国有化され、国有鉄道津山線所属となる[1]。同時に駅に格上げされ、備前原駅へ改称[1]（他の原駅との区別のため備前原となった）。
- 1971年（昭和46年）11月15日：荷物扱い廃止[4]。無人化[5]。
- 1987年（昭和62年）4月1日：国鉄分割民営化により、西日本旅客鉄道の駅となる[1]。

## 駅構造

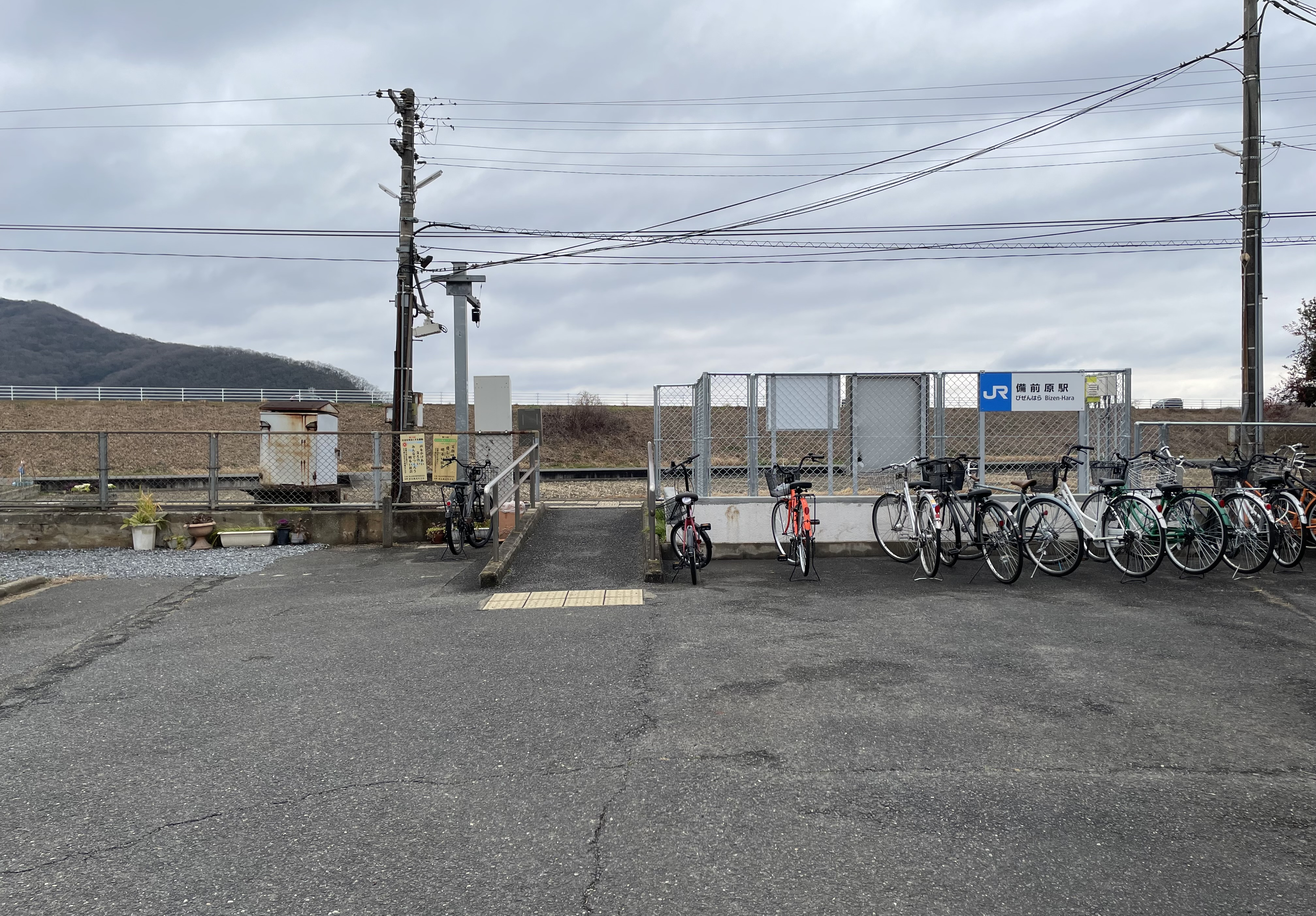
駅入口（2025年2月）

津山側に向かって左側に単式ホーム1面1線を有する地上駅（停留所）。棒線駅のため、津山方面行きと岡山方面行きの双方が同一ホームに発着する。
岡山駅管理の無人駅。駅舎は無く、直接ホームに入る形となっている。自動券売機も設置されていない。

## 利用状況
1日の平均乗車人員は以下の通りである。
| 乗車人員推移 | 乗車人員推移 |
| 年度         | 1日平均人数  |
| ------------ | ------------ |
| 1999         | 134          |
| 2000         | 122          |
| 2001         | 121          |
| 2002         | 108          |
| 2003         | 98           |
| 2004         | 96           |
| 2005         | 91           |
| 2006         | 83           |
| 2007         | 102          |
| 2008         | 104          |
| 2009         | 96           |
| 2010         | 93           |
| 2011         | 91           |
| 2012         | 95           |
| 2013         | 86           |
| 2014         | 97           |
| 2015         | 93           |
| 2016         | 93           |
| 2017         | 106          |
| 2018         | 109          |
| 2019         | 98           |
| 2020         | 86           |
| 2021         | 78           |

## 駅周辺
北上するにつれ山が近づき、住宅地の密度は低くなってくる。
- アニモ・ミュージアム（有森裕子資料館）[2][3]
- 岡山県道27号岡山吉井線
- 岡山県道219号原藤原線
- 岡山県道386号津高法界院停車場線
- 牧石郵便局
- 岡山市立牧石小学校
- 岡山県立岡山支援学校（旭川の東側）
- 旭川荘（旭川の東側）

## 隣の駅
西日本旅客鉄道（JR西日本）
 津山線
■快速「ことぶき」
通過
■普通（津山駅 - 福渡駅間で快速となる「ことぶき」下り1本含む）
玉柏駅 - 備前原駅 - 法界院駅